# Miłkowice-Maćki (gromada)
Miłkowice-Maćki (początkowo Miłkowice Maćki, bez łącznika) – dawna gromada, czyli najmniejsza jednostka podziału terytorialnego Polskiej Rzeczypospolitej Ludowej w latach 1954–1972.
Gromady, z gromadzkimi radami narodowymi (GRN) jako organami władzy najniższego stopnia na wsi, funkcjonowały od reformy reorganizującej administrację wiejską przeprowadzonej jesienią 1954 do momentu ich zniesienia z dniem 1 stycznia 1973, tym samym wypierając organizację gminną w latach 1954–1972.
Gromadę Miłkowice Maćki z siedzibą GRN w Miłkowicach Maćkach utworzono – jako jedną z 8759 gromad – w powiecie siemiatyckim w woj. białostockim, na mocy uchwały nr 21/V WRN w Białymstoku z dnia 4 października 1954. W skład jednostki weszły obszary dotychczasowych gromad Miłkowice Maćki, Miłkowice Paszki, Miłkowice Janki, Miłkowice Stawki, Narojki i Bryki ze zniesionej gminy Drohiczyn w tymże powiecie. Dla gromady ustalono 14 członków gromadzkiej rady narodowej.
31 grudnia 1959 gromadę Miłkowice-Maćki zniesiono, włączając jej obszar do gromady Drohiczyn.